# Муллино (Юкаменський район)
Му́ллино (рос. Муллино) — присілок у складі Юкаменського району Удмуртії, Росія.
Населення — 27 осіб (2010; 38 в 2002).
Національний склад (2002):
- татари — 95 %